# Il suo nome per favore
Il suo nome per favore è stato un programma televisivo di genere varietà andato in onda in una edizione e sette puntate dall'11 agosto al 6 ottobre 1972 sul Programma Nazionale della Rai.

## Produzione
Il programma, che fu l'unica conduzione televisiva di Raf Vallone affiancato da Gianna Querel, con la direzione orchestrale di Marcello De Martino, girato al Centro di produzione Rai di Milano, era uno spettacolo sotto forma di inchiesta che invitava persone comuni a cimentarsi in esibizioni di vario genere in una sorta di provino, partendo da un filmato del luogo di nascita e di debutto dei personaggi: su 400 selezionati, se ne presentavano otto per puntata. Il titolo si riferisce alla classica domanda iniziale dell'esaminatore dei candidati, seguita da una breve intervista sulle motivazioni che li hanno spinti alla ricerca del successo, e all'esibizione.
Al programma intervenivano anche diversi ospiti d'onore, già affermati, che rievocavano i loro esordi nel mondo dello spettacolo. Tra questi si citano Claudio Villa, Lucio Dalla, Gianni Morandi, Enzo Jannacci, Mino Reitano, Bobby Solo, Al Bano, Nilla Pizzi, Nada. In alcuni casi, i debuttanti avevano già fatto le loro prime esperienze di spettacolo: tra questi Rosalino, che presentò Storia di due amici – diventerà poi famoso come Ron – Loredana Bertè e Renato Zero – al suo debutto televisivo, che eseguì un brano inedito, Metiste l'elefante – Bedy Moratti, Emilio Bonucci, Selvaggia Di Vasco.
La scenografia era composta da una sala d'attesa, dove erano disposti seduti i vari debuttanti in attesa del loro turno, e uno studio composto come il "dietro le quinte" di un teatro, dove erano accatastate diverse cianfrusaglie d'arredo. La piattaforma Rai Play non ha ancora reso disponibili in streaming le puntate integrali.

## Sigla
La sigla di chiusura della trasmissione, Treno, era cantata dai Delirium.